# اسناد مشارکتی
همکاری اسناد و پرونده‌ها ابزارها یا سیستم‌هایی هستند که برای کمک به چندین نفر در یک سند یا پرونده واحد برای دستیابی به نسخه نهایی واحد تنظیم شده‌اند. به‌طور معمول، این نرم‌افزاری است که به تیم‌ها امکان می‌دهد تا بر روی یک سند واحد، مانند یک سند ورد، به‌طور همزمان از پایانه‌های مختلف رایانه یا دستگاه‌های تلفن همراه کار کنند. از این رو، همکاری با اسناد یا پرونده‌ها امروزه سیستمی است که به مردم امکان می‌دهد با استفاده از اینترنت یا به صورت ابری، رویکردی فعال داشته، مانند ویکی پدیا ، و در نقاط مختلف همکاری کنند.

## بررسی اجمالی
اسناد مشارکتی به معنای کلی صرفاً به همکاری بیش از یک نفر برای تهیه یک سند اشاره دارد. با این حال، امروزه بیشتر افراد وقتی در مورد همکاری در تهیه اسناد مشارکتی صحبت می‌کنند، به تیمی از افراد که به‌طور مشترک روی یک سند الکترونیکی از رایانه‌های رایانه مستقر در هر نقطه از جهان، به روش‌های (معمولاً مبتنی بر اینترنت)، کار می‌کنند اشاره می‌کنند.
بیشتر سیستم‌های همکاری به یک کامپیوتر سرور احتیاج دارند که نسخه‌های اسناد را برای دسترسی از راه دور حفظ می‌کند. رایانه سرور ممکن است توسط سازمانی که اسناد را در اختیار دارد، اداره شود یا از طریق برخی سرویس‌ها برون سپاری شود. از حالت دوم اغلب به عنوان رایانش ابری یاد می‌شود.

## ویژگی‌های معمول
- ویژگی‌های کامنت گذاری و پیام رسانی فوری برای افزایش سرعت تحویل پروژه
- شاخص‌های حضور برای مشخص کردن فعال بودن سایرین در اسناد متعلق به شخص دیگر
- مجوزها
- فعالیت‌های شخصی و پروفایل‌های هشدار از طریق ایمیل برای نگه داشتن نسخه ای از آخرین فعالیت‌ها در هر پرونده یا از هر کاربر
- امکان همکاری و به اشتراک گذاری فایل‌ها با کاربران خارج از فایروال شرکت
- چارچوب امنیت و انطباق شرکت
- تغییر تاریخچه پرونده‌ها و اسناد
- امکان رسیدگی به پرونده‌های بزرگ
- تصویب گردش کار

## نرم‌افزارهای اسناد مشارکتی سرشناس
- لیست نرم‌افزارهای مشارکتی
- ویرایشگر هم‌زمان واقعی